# Аржантан-2 (кантон)
Аржантан-2 (фр. Argentan-2) — кантон во Франции, находится в регионе Нормандия, департамент Орн. Входит в состав округа Аржантан.

## История
Кантон образован в результате реформы 2015 года. В его состав вошли упраздненный кантон Эксм и отдельные коммуны упраздненных кантонов Аржантан-Эст и Трен.
С 1 января 2017 года состав кантона изменился. Коммуны Аверн-су-Эксм, Вильбаден, Курмениль, Ла-Кошер, Ле-Бур-Сен-Леонар, Обри-ан-Эксм, Оммеель, Сен-Пьер-ла-Ривьер, Сийи-ан-Гуфферн, Сюрви, Уру-э-Крен, Фель, Шамбуа и Эксм образовали новую коммуну Гуфферн-ан-Ож.

## Состав кантона с 1 января 2017 года
В состав кантона входят коммуны (население по данным Национального института статистики за 2018 г.):
- Аржантан (6 020 чел., южные и восточные кварталы)
- Байоль (609 чел.)
- Вильдьё-ле-Байоль (214 чел.)
- Гепре (136 чел.)
- Гуфферн-ан-Ож (3 712 чел.)
- Жине (76 чел.)
- Кудеар (76 чел.)
- Кулонс (222 чел.)
- Ле-Пен-о-Ара (271 чел.)
- Лувьер-ан-Ож (82 чел.)
- Мерри (158 чел.)
- Мон-Ормель (51 чел.)
- Монтрёй-ла-Камб (65 чел.)
- Ноф-сюр-Див (136 чел.)
- Оммуа (119 чел.)
- Сен-Жерве-де-Саблон (73 чел.)
- Сен-Ламбер-сюр-Див (143 чел.)
- Трен (1 240 чел.)
- Турне-сюр-Див (305 чел.)
- Фонтен-ле-Бассе (104 чел.)
- Экорш (94 чел.)

## Политика
На президентских выборах 2022 г. жители кантона отдали в 1-м туре Эмманюэлю Макрону 29,5 % голосов против 28,9 % у Марин Ле Пен и 14,2 % у Жана-Люка Меланшона; во 2-м туре в кантоне победил Макрон, получивший 53,2 % голосов. (2017 год. 1 тур: Марин Ле Пен – 23,9 %, Франсуа Фийон – 23,5 %, Эмманюэль Макрон – 21,2 %, Жан-Люк Меланшон – 15,5 %; 2 тур: Макрон – 60,4 %. 2012 год. 1 тур: Николя Саркози — 28,9 %, Франсуа Олланд — 26,1 %, Марин Ле Пен — 19,3 %; 2 тур: Саркози — 50,9 %).
С 2021 года кантон в Совете департамента Орн представляют вице-мэр коммуны Гуфферн-ан-Ож Фредерик Годе (Frédéric Godet) и Сендрин Фушер-Шазе  (Cendrine Foucher-Chazé) (оба – Разные центристы).
|                | Кандидаты                        | Партия                   | Первый тур | Первый тур     | Второй тур | Второй тур |
| Кол-во голосов | Кандидаты                        | Партия                   | % голосов  | Кол-во голосов | % голосов  |            |
| -------------- | -------------------------------- | ------------------------ | ---------- | -------------- | ---------- | ---------- |
|                | Фредерик Годе Сендрин Фушер-Шазе | Разные центристы         | 1 233      | 38,23          | 1 736      | 53,04      |
|                | Янник Жуаде Флоранс Экобишон     | Левый блок               | 1 119      | 34,70          | 1 537      | 46,96      |
|                | Ромен Барель Натали Горе         | Национальное объединение | 599        | 18,57          |            |            |
|                | Николя Ледантю Мартин Монтегья   | Разные левые             | 406        | 7,82           |            |            |

|                | Кандидаты                        | Партия                        | Первый тур | Первый тур     | Второй тур | Второй тур |
| Кол-во голосов | Кандидаты                        | Партия                        | % голосов  | Кол-во голосов | % голосов  |            |
| -------------- | -------------------------------- | ----------------------------- | ---------- | -------------- | ---------- | ---------- |
|                | Филипп Жидуар Флоранс Экобишон   | Левый блок                    | 1 224      | 23,57          | 2 759      | 56,72      |
|                | Жак Амьо Брижитт Лекёр           | Национальный фронт            | 1 422      | 27,38          | 2 105      | 43,28      |
|                | Патрик Потель Вероник Шаброль    | Правый блок                   | 1 088      | 20,95          |            |            |
|                | Кристоф Жерар Одиль Лекроснье    | Союз демократов и независимых | 1 053      | 20,28          |            |            |
|                | Николя Ледантю Беранжер Пуэнселе | Левый фронт                   | 406        | 7,82           |            |            |